# كوري وليامز (لاعب كرة سلة مواليد 1970)
كوري وليامز (بالإنجليزية: Corey Williams)‏ مواليد 24 أبريل 1970 في مقاطعة تويغز، هو لاعب كرة سلة محترف أمريكي سابق تحول إلى التدريب بعد الاعتزال بدأ مسيرته الاحترافية في سنة 1992 حيث تم اختياره من قبل فريق شيكاغو بولز خلال الدرافت. يبلغ طوله 6 قدم 2 بوصة (1.9 م). اعتزل اللعب في 1998. وهو حاليا مدرب في جامعة ستيتسون.

## روابط خارجية
- كوري وليامز على موقع إن بي أي (الإنجليزية)
- كوري وليامز على موقع سبورتس رفرنس (الإنجليزية)
- كوري وليامز على موقع كرة السلة الأوروبية.كوم (الإنجليزية)
- كوري وليامز على موقع كلية كرة السلة في سبورتس رفرنس.كوم (الإنجليزية)
- كوري وليامز على موقع ريلجم (الإنجليزية)
- كوري وليامز على موقع بروبوليرز (الإنجليزية)
- كوري وليامز على موقع كلية كرة السلة في سبورتس رفرنس.كوم (الإنجليزية)